# Râul Marginea Domnească
Râul Marginea Domnească este un curs de apă, afluent al râului Ialomicioara. 